# گراندد (بازی ویدئویی)
گراندد (به انگلیسی: Grounded) یک بازی ویدئویی در سبک بقا است که توسط آبسیدین انترتینمنت توسعه یافته و به‌وسیلهٔ اکس‌باکس گیم استودیوز و در سال ۲۰۲۰ و برای سکوهای مایکروسافت ویندوز، ایکس‌باکس وان، و ایکس‌باکس سری ایکس/اس منتشر شده‌است. این نسخه برای ویندوز و ایکس باکس وان در اوایل دسترسی در ۲۸ ژوئیه ۲۰۲۰ منتشر شد، سپس نسخه کامل بازی در تاریخ ۲۷ نوامبر سال ۲۰۲۲، در دسترس همگان قرار گرفت. در این بازی، بازیکنان به اندازه یک مورچه کوچک می‌شوند و سعی می‌کنند در حیاط خانه ای پر از خطرات زنده بمانند.